# 李荣兴
李荣兴（1959年—），美籍华裔测绘专家，上海人，现为同济大学教授。

## 经历
李荣兴早年毕业于同济大学，先后于1981年、1984年获学士、硕士学位。后赴德国留学，1990年获柏林工业大学摄影测量与遥感博士学位。此后前往北美，历任夏威夷大学助理研究员，卡尔加里大学助理教授、副教授。1996年起任教于俄亥俄州立大学。他曾任俄亥俄州立大学土木、环境与大地测量系教授，并任制图与地理信息系统实验室主任。
他还是参与美国国家航空航天局（NASA）火星探测漫游者计划与月球勘测轨道飞行器计划的科学家。同时，他还曾任国际摄影测量与遥感学会（ISPRS）II/I工作组（实时测图技术）主任（1996年至2004年）、I/V工作组（车辆自主导航）主任（2004年至2008年）等职。他于1995年被聘为同济大学兼职教授，2005年被聘为同济大学长江学者讲座教授。后又入选千人计划教授，为国家重大科学研究计划首席科学家，并任同济大学空间信息科学及可持续发展应用中心主任。此外，他还是美国土木工程师学会（ASCE）会士、美国摄影测量与遥感学会（ASPRS）会士，掌握NASA火星探測計畫遠距離監控技術。
2014年1月，李荣兴向NASA提交了一份参与火星2020探测车任务的申请，次月撤回了该申请。2014年2月15日突然從美國神秘失蹤，6天後以電子郵件辞去俄亥俄州立大学教职，發信位址已在中國。因其离职颇不寻常，加上其曾参与的NASA项目的敏感性，校方联系了美国联邦调查局对其进行调查。兩週後，李教授其妻攜帶硬碟資料欲離境美國，至中國上海與李榮興會合，遭美國調查單位攔截。
2015年11月4日，中國國家航天局隨即發表從未經過探勘而直接登陸火星、與李榮興教授相同時程的2020火星計畫。